# Dicaelotus rufoniger
Dicaelotus rufoniger là một loài tò vò trong họ Ichneumonidae.